# Body Cam
Body Cam (Cámara Policial en español) es una película de terror procesal policial estadounidense de 2020 dirigida por Malik Vitthal, a partir de un guion de Nicholas McCarthy y Richmond Riedel y una historia de Riedel. La película está protagonizada por Mary J. Blige, Nat Wolff, David Zayas, David Warshofsky, Demetrius Grosse y Anika Noni Rose.

## Trama

### Sinopsis
Una policía (Mary J. Blige) es la única testigo de la muerte inexplicable y espeluznante de su compañero cuando realizaban un rutinario control de tráfico. A medida que aumentan las muertes, ella luchará para comprender la fuerza sobrenatural detrás de ellos.

## Reparto
- Mary J. Blige como Renée Lomito-Smith
- Nat Wolff como Danny Holledge
- David Zayas como el sargento Kesper
- David Warshofsky como Dario Penda
- Demetrius Grosse como Gary Smith
- Anika Noni Rose como Taneesha Branz
- Lance E. Nichols como el pastor Thomas Jackson
- Lara Grice como la detective Susan Hayes
- Ian Casselberry como Kevin Ganning
- Philip Fornah como Gabe Roberts
- Naima Ramos-Chapman como María Birke
- Mason Mackie como DeMarco Branz
- Jibrail Nantambu como Christopher
- Sylvia Grace Crim como Pierce
- Jeff Pope como Jacob
- Lorrie Odom como Yolanda

## Producción
En marzo de 2017, se anunció que Richmond Riedel había escrito el guion de la película. En marzo de 2018, se anunció que Malik Vitthal dirigiría la película, con Nicholas McCarthy reescribiendo el guion y Paramount Pictures como distribuidora. John Ridley había realizado revisiones del guion antes de la participación de McCarthy.
En junio de 2018, Mary J. Blige se unió al elenco de la película. En julio de 2018, Nat Wolff se unió al elenco. En septiembre de 2018, Anika Noni Rose y David Zayas fueron elegidos y el rodaje comenzó en Nueva Orleans.
Joseph Bishara compuso la banda sonora de la película. Paramount Music ha lanzado la banda sonora.